# Schlesisches Musikfest
Śląski Festiwal Muzyczny (niem.Schlesisches Musikfest) został zapoczątkowany w 1876 roku przez Bolka von Hochberga. Sam twórca poprowadził dziewiętnaście Festiwali. 
Organizowany w dwuletnim cyklu przedstawia artystów z Niemiec, Polski i z Czech. Tematem przewodnim Festiwalu z roku 2005 było upamiętnienie 60-lecia zakończenia II wojny światowej. Pod hasłem "Wspomnienie - Pojednanie - Otwieranie perspektyw" miały miejsce oratoria oraz czytanie poezji.

## Historia
Śląski Festiwal Muzyczny od 1876 do 1942 roku był znaczącym, niezwykłym wydarzeniem w życiu muzycznym Dolnego Śląska. W 1878 roku Festiwal po raz pierwszy odbył się w Görlitz i od tego czasu festiwale organizowane były głównie w hali muzycznej tego miasta, między parkiem miejskim a brzegiem Nysy. Była ona "wycofanym z użycia kolosem", w którym Zgorzelecki Związek Ogrodniczy organizował wystawy, pokazy cyrkowe czy też występy teatru letniego. Przebudowa hali na potrzeby koncertu została skredytowana przez hrabię Bolka von Hochbergera, prowincję Śląsk oraz reprezentację stanów pruskich Łużyc Górnych. W 1896 roku hrabia von Hochberger podarował miastu budynek, który był bardzo ceniony wśród muzyków i słuchaczy za dobrą akustykę. Hala muzyczna oferowała miejsce dla 900 uczestników i dla 2 000 słuchaczy (w sumie 1 100 miejsc siedzących). Przez siedem stuleci muzycy i zachwycona publiczność kształtowali tradycję i charakter koncertu. Od roku 1889 gospodarzem Śląskiego Festiwalu Muzycznego był prawie zawsze Görlitz, który dzięki temu w dużym stopniu przyczynił się do intelektualnego rozwoju Dolnego Śląska.
Bezpośrednio po festiwalu w 1906 roku rozpoczęto budowę nowej hali muzycznej. Tak powstała największa hala koncertowa między Wrocławiem a Dreznem. Największa sala nowej hali miejskiej mieściła co najmniej 2 700 osób, a scena koncertowa oferowała miejsca 900 uczestnikom. Nawet w ciągu 54 lat przymusowej przerwy w organizacji Festiwalu hala ta pozostała w świadomości mieszkańców i gości miasta Görlitz przede wszystkim dzięki odbywającym się tam Śląskim Festiwalom Muzycznym. 

## Nowy początek
Po roku 1989 ożyła pamięć o historycznych korzeniach. W 1990 powstał polsko-niemiecki projekt, mający na celu przywrócenie Śląskiego Festiwalu. W 1996 roku odbył się pierwszy od 1942 roku Śląski Festiwal Muzyczny. Współczesny forma Festiwalu nawiązuje do tradycji dawnej niemieckiej prowincji, rozszerza jednak swój zasięg i łączy w sobie także kulturę i sztukę Polski oraz Czech.
Festiwal ten stanowi tym samym swoistą spoinę nowych granic Europy w dwojaki sposób: wskazuje na ciągłe oddziaływanie twórców pochodzących z ówczesnych niemieckich terenów Europy Wschodniej oraz przedstawia je w nowym kontekście na granicy konfrontacji trzech kultur: niemieckiej, polskiej i czeskiej. Łączy on tym samym tereny historycznego Śląska, skłania do odkrywania nietypowych ścieżek i jest przykładem na to, że region Łużyc Górnych/Dolnego Śląska posiada ogromny potencjał.

## Główna siedziba zostaje zamknięta
Wraz z zamknięciem hali miejskiej w styczniu 2005 roku Śląski Festiwal stracił swą główną siedzibę. Dlatego też w tym roku różne miejsca w Görlitz stały się sceną dla 37. Śląskiego Festiwalu Muzycznego. Oprócz kościołów w Görlitz także hala Bombardiera, księgarnia Comenius, teatr, Muzeum Śląskie w Görlitz, jak również Pałac Łomnica udostępniały swoje pomieszczenia na rzecz Festiwalu.
Zmiany te mają oczywiście wpływ na organizację konkretnych koncertów: dla dużej orkiestry symfonicznej brakuje na razie miejsca.